# ミスターメロディ
ミスターメロディ（英: Mr Melody、2015年3月29日 - ）は、日本の競走馬、種牡馬。主な勝ち鞍は2019年の高松宮記念(GI)、2018年のファルコンステークス(GIII)。

## 戦績

### 2歳（2017年）
11月4日東京の新馬戦でデビュー。好スタートから先手を奪うと直線で後続を突き放し、リョーノテソーロに8馬身差をつけ圧勝する。2戦目の寒椿賞は道中軽快に逃げるもメイショウオーパスにかわされ2着。3戦目のエスペランサ賞は中団から脚を伸ばすも先に抜け出したオーヴァーライトを交わすことができず2着に終わる。

### 3歳（2018年）
2月3日東京の500万下では先団追走から楽に抜け出すと、後続に2馬身半差をつけて2勝目を挙げる。初の芝レースとなったファルコンステークスは好位追走から脚を伸ばすと、最後はアサクサゲンキの追撃を振り切り重賞初制覇を飾る。その後5月のNHKマイルカップは2番手追走も失速し4着に敗退。休養を挟んで、11月のオーロカップに1番人気で出走するも5着に終わる。暮れの阪神カップは好位追走から直線で馬場の内側に進出するも逃げ粘るダイアナヘイローを交わせず2着となる。

### 4歳（2019年）
2月24日の阪急杯から始動したが、直線で他馬にぶつけられるアクシデントもあり7着。3月24日の高松宮記念は好位集団から直線で鮮やかに先頭に立つと最後はセイウンコウセイに半馬身差をつけG1初制覇を果たす。
およそ半年振りの実戦となったセントウルステークスでは、GI馬ではあったものの、ローテーションを不安視されて重賞3勝のタワーオブロンドンに次ぐ2番人気となる。レースでは中団からやや前寄りを進み直線で抜け出しを図るも、レコード勝ちのタワーオブロンドンをはじめとする他馬に追い付けず8着に終わった。
春秋スプリントGI制覇を目指したスプリンターズステークスは、ダノンスマッシュとタワーオブロンドンの二強対決との見方が強い中、本馬は前走の敗戦や右回りを苦手としていた事、さらに外枠に当たっていた事から6番人気に評価を落とした。レースは直線で早めに動き逃げるモズスーパーフレアを捉えにかかったが届かず、優勝したタワーオブロンドン、そしてダノンスマッシュにも交わされたが何とか4着に粘った。
その後、浦和競馬場で開催されたJBCスプリントに1番人気で出走したが、直線で失速し6着に敗れた。

### 5歳（2020年）
6月7日の安田記念で復帰したが11着と大敗（詳細は第70回安田記念を参照）。休養を挟み9月13日のセントウルステークスでは3着、10月4日のスプリンターズステークスでは4着とまずまずの結果を残した。そして11月3日に行われたJBCスプリント12着を最後に引退することが発表された。11月26日付で競走馬登録を抹消、12月15日に北海道新冠郡新冠町の優駿スタリオンステーションで種牡馬入りした。

## 評価
高松宮記念を制した際、馬主であるグリーンフィールズの代表を務めている清水一功氏は「スキャットダディの産駒ということもあり、種馬にしたいという思いが強かったので、本当に良かった」と語っている。既にスキャットダディ自身は早逝したものの、米三冠馬ジャスティファイを始め、カラヴァッジォやメンデルスゾーン、ノーネイネヴァーなど世界中で産駒が活躍。またスキャットダディの血を持つ種牡馬の需要が年々高まっていることも受け、海外からもミスターメロディ種牡馬入りのオファーがきた。

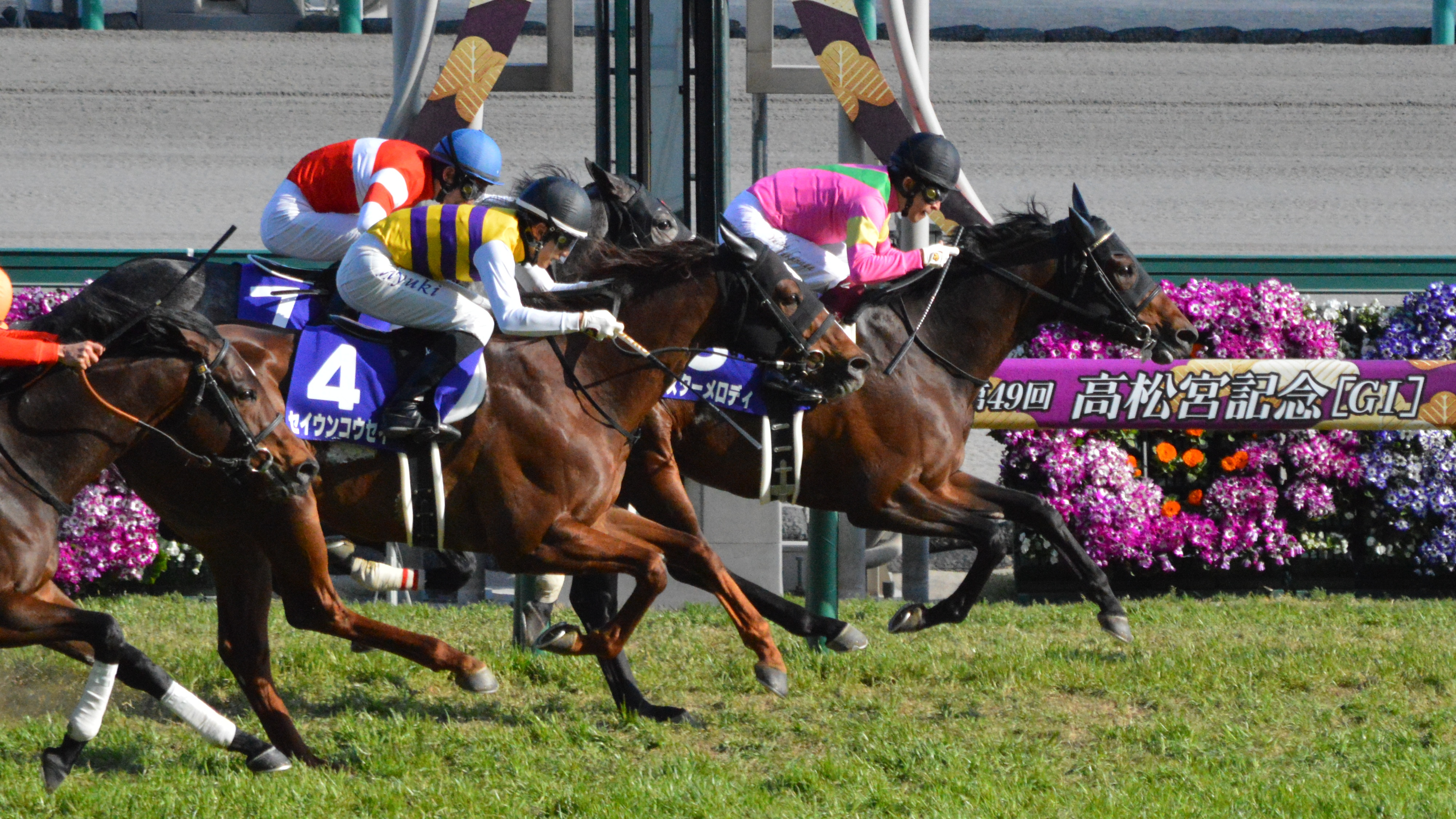
高松宮記念
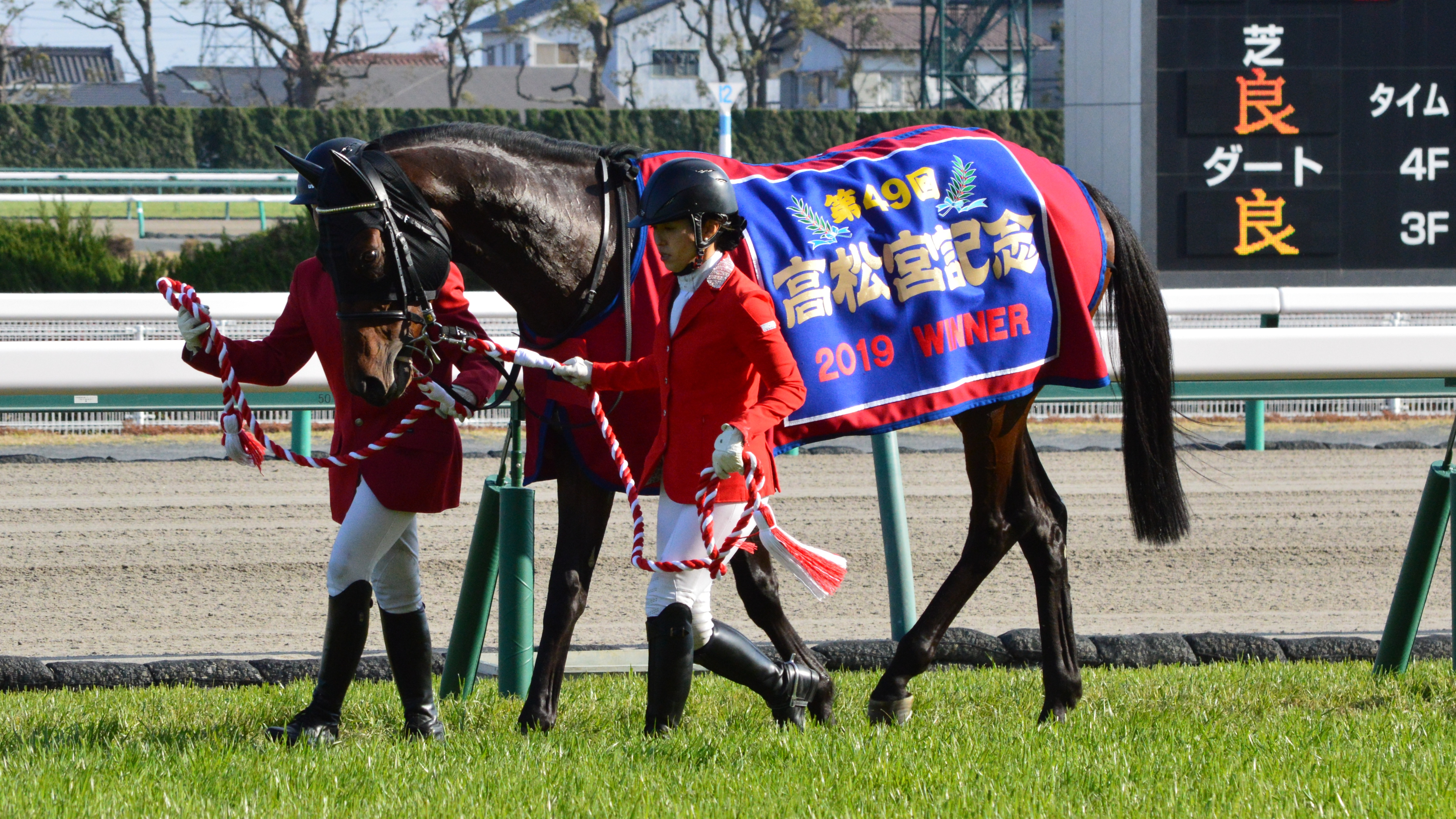
表彰式

## 競走成績
以下の内容はnetkeiba.comの情報に基づく。
| 競走日     | 競馬場 | 競走名          | 格      | 距離（馬場）  | 頭 数 | 枠 番 | 馬 番 | オッズ （人気） | 着順 | タイム （上がり3F） | 着差 | 騎手        | 斤量 [kg] | 1着馬（2着馬）       | 馬体重 [kg] |
| ---------- | ------ | --------------- | ------- | ------------- | ----- | ----- | ----- | --------------- | ---- | ------------------- | ---- | ----------- | --------- | -------------------- | ----------- |
| 2017.11.04 | 東京   | 2歳新馬         |         | ダ1300m（良） | 13    | 1     | 1     | 001.50（1人）   | 01着 | R1:17.4（36.0）     | -1.3 | 0戸崎圭太   | 55        | （リョーノテソーロ） | 474         |
| 0000.12.02 | 中京   | 寒椿賞          | 500万下 | ダ1400m（良） | 9     | 8     | 9     | 001.10（1人）   | 02着 | R1:24.5（37.4）     | -0.2 | 0北村友一   | 55        | メイショウオーパス   | 484         |
| 0000.12.28 | 中山   | エスペランサ賞  | 500万下 | ダ1200m（良） | 16    | 3     | 6     | 001.30（1人）   | 02着 | R1:11.9（37.9）     | -0.1 | 0C.ルメール | 55        | オーヴァーライト     | 482         |
| 2018.02.03 | 東京   | 3歳500万下      |         | ダ1400m（不） | 16    | 7     | 13    | 001.30（1人）   | 01着 | R1:23.9（36.5）     | -0.4 | 0戸崎圭太   | 56        | （ユニオンローズ）   | 480         |
| 0000.03.17 | 中京   | ファルコンS     | GIII    | 芝1400m（良） | 16    | 5     | 10    | 008.20（3人）   | 01着 | R1:22.1（34.7）     | -0.2 | 0福永祐一   | 56        | （アサクサゲンキ）   | 482         |
| 0000.05.06 | 東京   | NHKマイルC      | GI      | 芝1600m（良） | 18    | 8     | 16    | 014.70（7人）   | 04着 | R1:33.0（34.9）     | -0.2 | 0福永祐一   | 57        | ケイアイノーテック   | 486         |
| 0000.11.11 | 東京   | オーロC         | OP      | 芝1400m（良） | 16    | 3     | 5     | 002.90（1人）   | 05着 | R1:20.7（34.1）     | -0.4 | 0北村友一   | 56        | ロワアブソリュー     | 490         |
| 0000.12.22 | 阪神   | 阪神C           | GII     | 芝1400m（稍） | 16    | 1     | 2     | 006.00（2人）   | 02着 | R1:21.2（34.8）     | -0.1 | 0C.デムーロ | 56        | ダイアナヘイロー     | 492         |
| 2019.02.24 | 阪神   | 阪急杯          | GIII    | 芝1400m（良） | 18    | 8     | 16    | 004.00（1人）   | 07着 | R1:20.8（34.8）     | -0.5 | 0福永祐一   | 56        | スマートオーディン   | 496         |
| 0000.03.24 | 中京   | 高松宮記念      | GI      | 芝1200m（良） | 18    | 2     | 3     | 007.80（3人）   | 01着 | R1:07.3（33.6）     | -0.1 | 0福永祐一   | 57        | （セイウンコウセイ） | 492         |
| 0000.09.08 | 阪神   | セントウルS     | GII     | 芝1200m（良） | 13    | 8     | 12    | 004.70（2人）   | 08着 | R1:07.7（34.3）     | -1.0 | 0福永祐一   | 58        | タワーオブロンドン   | 496         |
| 0000.09.29 | 中山   | スプリンターズS | GI      | 芝1200m（良） | 16    | 7     | 13    | 015.70（6人）   | 04着 | R1:07.4（34.1）     | -0.3 | 0福永祐一   | 57        | タワーオブロンドン   | 502         |
| 0000.11.04 | 浦和   | JBCスプリント   | JpnI    | ダ1400m（重） | 12    | 1     | 1     | 002.30（1人）   | 06着 | R1:25.9（39.1）     | -1.0 | 0福永祐一   | 57        | ブルドッグボス       | 499         |
| 2020.06.07 | 東京   | 安田記念        | GI      | 芝1600m（稍） | 14    | 6     | 10    | 181.9（11人）   | 11着 | R1:33.2（35.7）     | -1.6 | 0北村友一   | 58        | グランアレグリア     | 504         |
| 0000.09.13 | 中京   | セントウルS     | GII     | 芝1200m（良） | 17    | 4     | 7     | 004.10（2人）   | 03着 | R1:08.1（34.2）     | -0.2 | 0北村友一   | 57        | ダノンスマッシュ     | 494         |
| 0000.10.04 | 中山   | スプリンターズS | GI      | 芝1200m（良） | 16    | 4     | 7     | 023.70（7人）   | 04着 | R1:08.8（35.0）     | -0.5 | 0福永祐一   | 57        | グランアレグリア     | 492         |
| 0000.11.03 | 大井   | JBCスプリント   | JpnI    | ダ1200m（稍） | 16    | 8     | 16    | 009.40（5人）   | 12着 | R1:12.2（38.2）     | -1.5 | 0福永祐一   | 57        | サブノジュニア       | 494         |

- タイム欄のRはレコード勝ちを示す。

## 血統表
| ミスターメロディの血統    | ミスターメロディの血統                  | ミスターメロディの血統                  | （血統表の出典）                        | （血統表の出典） |
| 父系                      | ストームキャット系                      | ストームキャット系                      | ストームキャット系                      | [ § 2 ]          |
| 父 Scat Daddy 黒鹿毛 2004 | 父の父*ヨハネスブルグ 鹿毛 1999         | *ヘネシー                               | Storm Cat                               | Storm Cat        |
| 父 Scat Daddy 黒鹿毛 2004 | 父の父*ヨハネスブルグ 鹿毛 1999         | *ヘネシー                               | Island Kitty                            |                  |
| 父 Scat Daddy 黒鹿毛 2004 | 父の父*ヨハネスブルグ 鹿毛 1999         | Myth                                    | *オジジアン                             | *オジジアン      |
| 父 Scat Daddy 黒鹿毛 2004 | 父の父*ヨハネスブルグ 鹿毛 1999         | Myth                                    | Yarn                                    |                  |
| 父 Scat Daddy 黒鹿毛 2004 | 父の母Love Style 栗毛 1999              | Mr. Prospector                          | Raise a Native                          | Raise a Native   |
| 父 Scat Daddy 黒鹿毛 2004 | 父の母Love Style 栗毛 1999              | Mr. Prospector                          | Gold Digger                             |                  |
| 父 Scat Daddy 黒鹿毛 2004 | 父の母Love Style 栗毛 1999              | Likeable Style                          | Nijinsky                                | Nijinsky         |
| 父 Scat Daddy 黒鹿毛 2004 | 父の母Love Style 栗毛 1999              | Likeable Style                          | Personable Lady                         |                  |
| 母 Trusty Lady 鹿毛 1998  | 母の父Deputy Minister 黒鹿毛 1979       | Vice Regent                             | Northern Dancer                         | Northern Dancer  |
| 母 Trusty Lady 鹿毛 1998  | 母の父Deputy Minister 黒鹿毛 1979       | Vice Regent                             | Victoria Regina                         |                  |
| 母 Trusty Lady 鹿毛 1998  | 母の父Deputy Minister 黒鹿毛 1979       | Mint Copy                               | Bunty's Flight                          | Bunty's Flight   |
| 母 Trusty Lady 鹿毛 1998  | 母の父Deputy Minister 黒鹿毛 1979       | Mint Copy                               | Shakney                                 |                  |
| 母 Trusty Lady 鹿毛 1998  | 母の母Klassy Kim 鹿毛 1991              | Silent Screen                           | Prince John                             | Prince John      |
| 母 Trusty Lady 鹿毛 1998  | 母の母Klassy Kim 鹿毛 1991              | Silent Screen                           | Prayer Bell                             |                  |
| 母 Trusty Lady 鹿毛 1998  | 母の母Klassy Kim 鹿毛 1991              | *クールアライヴァル                     | Relaunch                                | Relaunch         |
| 母 Trusty Lady 鹿毛 1998  | 母の母Klassy Kim 鹿毛 1991              | *クールアライヴァル                     | Irish Arrival                           |                  |
| 母系(F-No.)               | (FN:8-k)                                | (FN:8-k)                                | (FN:8-k)                                | [ § 3 ]          |
| 5代内の近親交配           | Mr. Prospector 3×5、Northern Dancer 4×5 | Mr. Prospector 3×5、Northern Dancer 4×5 | Mr. Prospector 3×5、Northern Dancer 4×5 | [ § 4 ]          |
| 出典                      | 1. 2. 3. 4.                             | 1. 2. 3. 4.                             | 1. 2. 3. 4.                             | 1. 2. 3. 4.      |

- 主な近親にクーリンガー、ゴーイングパワー、グランドボヌール。